# Paolo Bufalini
Paolo Bufalini (Roma, 9 settembre 1915 – Roma, 19 dicembre 2001) è stato un politico e partigiano italiano.
Più volte membro del Parlamento, è stato fra i massimi dirigenti del Partito Comunista Italiano, con importanti responsabilità nei rapporti con l'estero e, in particolare, con l'Unione delle Repubbliche Socialiste Sovietiche.

## Giovanissimo comunista nell'Italia di Mussolini
Paolo Bufalini nasce in una modesta famiglia della piccola borghesia romana, suo padre Ferdinando è cancelliere presso il Tribunale di Roma, da uomo d'ordine aderisce al fascismo. Sua madre Rufina, casalinga, molto religiosa, ha un qualche ascendente di piccola nobiltà decaduta. Paolo frequenta il liceo Ennio Quirino Visconti, è bravissimo a scuola. Frequenta la sua stessa classe Antonio Amendola, figlio di Giovanni, martire liberale del fascismo. Sarà proprio l'influenza degli Amendola, con Antonio i fratelli Giorgio e Pietro, insieme a quella dei professori antifascisti del liceo, a instradare Bufalini sulla via dell'opposizione al regime, prima da posizioni liberali crociane e poi da comunista. Aderisce nel 1937 al PCI clandestino. Al Visconti torna come supplente mentre frequenta l'università, facoltà di Giurisprudenza. Nella classe in cui fa supplenza sono fra gli allievi due giovani cattolici, Marisa Cinciari e Franco Rodano che diventeranno anche loro comunisti. Sempre nel 1937 partecipa alla organizzazione della fuga a Parigi di Giorgio Amendola, allora costretto al domicilio obbligato, beffando i pesanti controlli della polizia fascista. Contrario all'ingresso dell'Italia nella seconda guerra mondiale, nel 1940 farà opera di volantinaggio pacifista.
Nel 1941 partecipa ad alcune proteste studentesche ed un giorno, col chiaro intento di provocare l'ira delle camicie nere, insieme agli amici Antonello Trombadori ed Antonio Giolitti lancia in aria delle stelle filanti decorate da falce e martello e da scritte anti-belliche. Nell'agosto dello stesso anno viene arrestato e condannato al confino ad Alatri. Direttamente dal confino sarà mandato in guerra, in Iugoslavia. Costretto a combattere in Montenegro, nel 1943 aiuta i partigiani jugoslavi, ma viene scoperto dalla truppe tedesche ed inviato in un campo di concentramento austriaco, dal quale fuggirà solo nel 1945, a conflitto ultimato.

### La carriera nel PCI
Dopo il suo rientro in Italia cominciò la sua ascesa nel PCI, di cui nel 1949 sarà segretario regionale in Abruzzo. Dal 1950 al 1957 fu vicesegretario regionale in Sicilia sotto Girolamo Li Causi e poi segretario provinciale a Palermo; in quegli anni creerà un gruppo dirigente formato quasi esclusivamente da giovani, tra i quali spicca Pio La Torre. Fin dal 1951, intanto, era entrato nel Comitato centrale del partito, di cui sarà membro anche della Segreteria nel 1956, anno in cui si reca con Palmiro Togliatti in Unione Sovietica, in occasione del XX Congresso del Pcus (quello del rapporto segreto di Khruscev contro Stalin) e della Direzione nel 1958.
Segretario della Federazione Provinciale di Roma del PCI dal 1958 al 1965, fu consigliere comunale per conto dei comunisti dal 1960 al 1962. Nel 1960 fu promotore e organizzatore della manifestazione unitaria delle forze antifasciste a Porta San Paolo contro il governo Tambroni sostenuto dai voti del MSI. Dal 1963 al 1992 sarà ininterrottamente senatore: negli ultimi mesi il suo seggio al Senato della Repubblica sarà occupato per conto del Partito Democratico della Sinistra. Molto spazio nella sua attività politica sarà riservato ai rapporti tra il PCI ed il Vaticano (tanto da meritare il soprannome di "cardinale rosso"), fu protagonista di una lunga trattativa con la Dc, e particolarmente con il senatore Francesco Cossiga, per cercare di evitare il referendum abrogativo della legge sul divorzio. Quando la trattativa fallì si andò al referendum che fu vinto dalle forze divorziste, Bufalini riteneva che proprio quella lunga trattativa contribuì alla vittoria laica, poiché aveva fatto emergere le ragioni civili e non ideologiche della battaglia per il "No". Egli diede il suo contributo anche alla legge che legalizza l'aborto.

### Migliorista con Napolitano e Trombadori
Responsabile dei rapporti esteri del PCI, fu uno stretto collaboratore di Enrico Berlinguer. Particolarmente importante fu il suo contributo alle posizioni elaborate nel 1975-1978, quando si trattò di marcare la distanza dei comunisti italiani da quelli sovietici soprattutto in relazione al concetto di democrazia come valore universale. Fu un esponente della corrente migliorista, di cui leader era Giorgio Napolitano, perché convinto della necessità dell'alleanza tra i comunisti ed il Partito Socialista Italiano guidato da Bettino Craxi: criticò per questo sia chi - come Enrico Berlinguer - si oppose troppo aspramente ai socialisti, sia chi - come il suo amico Antonello Trombadori, anch'egli migliorista nel PCI - si avvicinò troppo alle idee craxiane. Negli ultimi anni della sua vita si ritirò dallo scacchiere politico attivo, ma sostenne dapprima il Partito Democratico della Sinistra e poi i Democratici di Sinistra.
Laureato in giurisprudenza, Bufalini fu anche latinista. Particolarmente apprezzate le sue traduzioni delle Odi di Orazio (A Leuconoe, Vanni Scheiwiller, 1982 e 1993). Si vedano i volumi: "Paolo Bufalini, l'impegno politico di un intellettuale", Rubbettino, 2002; "Paolo Bufalini. Gli anni della gioventù. 1934-1950", a cura di Pietro Amendola, Anppia. Tra le sue opere: Paolo Bufalini; Uomini e momenti della vita del PCI. Editori Riuniti 1982 pag.210.